# Mara Rosa
Mara Rosa es un municipio brasilero del estado de Goiás.